# Kivijänkänrivier
De Kivijänkänrivier (Zweeds: Kivijänkänjoki) is een rivier, die stroomt in de Zweedse gemeente Pajala. De rivier ontstaat als afwateringsrivier van het moerasgebied Kivijänkkä. Ze stroomt zuid en zuidoostwaarts door onbewoond gebied. Ze is ongeveer 10 kilometer lang. Het is een zijrivier van de Torne.